# Jean-Louis Déotte
Jean-Louis Déotte, né 15 septembre 1946 à Montreuil-sur-Seine, et mort à Assinie, Côte d'Ivoire, le 17 février 2018,,, est un philosophe français, professeur à l'université de Paris VIII Saint-Denis. Ses thèmes de recherche portent sur l'esthétique et la philosophie de l'art et de la culture, ainsi que sur la philosophie de la technique. Il a notamment travaillé, à partir des auteurs comme Jean-François Lyotard et Walter Benjamin, sur les notions de musée, d'appareil, de différend cosmétique et esthétique, et sur des questions qui relient l'esthétique à des enjeux politiques, telle la disparition des opposants politiques pendant la période des dictatures militaires en Amérique du Sud (Argentine, Chili).

## Biographie
Jean-Louis Déotte intègre en 1966 l’Université de Nanterre où il suit les séminaires de Jean-François Lyotard de 1967 et 1968 et rédige en 1969 sous la direction de Emmanuel Levinas une maîtrise de philosophie sur la question de l’instant dans la physique de Descartes. En 1978 il soutient un DEA sur le thème : Un roi pour Israël ?. Il est alors professeur de philosophie à l’école normale de Caen jusqu’en 1993. Parallèlement, de 1986 à 1992 il est directeur de programme au Collège International de Philosophie. En 1990, il soutient sa thèse Le Passage du Musée à l'Université Paris-VIII Saint-Denis sous la direction de Jean-François Lyotard, thèse dont il tire deux ouvrages : Le Musée, l’origine de l’esthétique, 1993 et Oubliez ! Les ruines, l’Europe, le musée, 1994 (L’Harmattan, collection "Philosophie en commun"). Il est élu maître de conférences à Paris VIII en 1993, participant aux activités d’une Maîtrise de sciences et techniques (médiation culturelle), puis à partir de 1996, à celles du département de philosophie où il enseigne comme professeur des universités jusqu'à septembre 2013. 
Il est directeur de la collection "Esthétiques" aux éditions L'Harmattan et coresponsable de la revue en ligne Appareil. Il est également coordonnateur du thème 4 "Esthétiques, arts et industries" de l'axe 1 "Industrie de la culture et arts" à la MSH Paris Nord (Plaine Saint-Denis). Depuis 2012, il fait partie, en tant qu'enseignant-chercheur, du site GERPHAU dirigée par Chris Younès, qui est partie prenante de l'UMR 7218 LAVUE (Laboratoire Architecture Ville Urbanisme Environnement) du Centre National de la Recherche Scientifique de France.

### Ouvrages
D'abord dans Le Musée, l’origine de l’esthétique (1993) et après, dans Oubliez ! Les ruines, l’Europe, le musée (1994), Déotte développe la thèse suivant laquelle le musée serait un appareil de suspension de la destination des œuvres d’art, puis de l’utilité de tous les artefacts. C’est dire que si, à l'instar de Heidegger, l’on pouvait croire que les œuvres génèrent des mondes et des communautés, désormais se trouvant suspendues à des cimaises ou derrière des vitrines, elles n’entretiennent plus avec le public qu’un rapport esthétique (comme chez Kant) ou d’exposition (Walter Benjamin). Paradoxalement donc, le musée est un appareil d’oubli,.
Dans ses travaux qu'il a entrepris en collaboration avec le philosophe Alain Brossat sur la politique terroriste d’État  - L’époque de la disparition (2000) ;  La mort dissoute (2002) -, politique consistant à faire disparaître les cadavres des opposants assassinés (dont la dictature de Pinochet serait l'exemple flagrant), Brossat et Déotte montrent que les effets de cette répression sont bien pires que le strict assassinat. Ce sont alors les familiers et amis qui ne peuvent plus faire leur travail de deuil et qui sont condamnés à vivre avec les fantômes des disparus. Dès lors, l’humanité serait condamnée à une sorte d’animalité, ignorant les rituels funéraires. À ce moment-ci l’appareil photographique devient un enjeu politique essentiel, soit pour faire disparaître toutes traces d’une existence, ainsi pour le gommage des photos sous Staline, soit au contraire pour affirmer qu’une personne a existé (Mères de la Place de Mai, Buenos Aires),.
Avec L’époque de l’appareil perspectif (2001), Déotte inaugure sa réflexion sur la notion d’appareil esthétique, laquelle culminera avec L’époque des appareils (2004) et Qu’est-ce qu’un appareil ? (2007). Selon Déotte, un appareil esthétique (camera obscura, perspective, musée, photographie, cinéma, vidéo, etc.) n’est, ni un dispositif (au sens de Michel Foucault) ni un médium de communication (au sens de Marshall McLuhan) ni une prothèse (au sens de Bernard Stiegler). L'appareil, c’est ce qui configure techniquement l’apparaître des existences, singulières ou collectives. C’est donc ce qui détermine la sensibilité commune, époque après époque, et donne leurs propriétés aux arts. Une de thèses chères à Déotte, consiste à dire que chaque appareil invente une nouvelle temporalité (ainsi pour la photographie qui, au XIXe siècle, invente  le sentiment de déjà vu), ce qui rend les individus contemporains les uns des autres.
Ses travaux sur Walter Benjamin : L’Homme de verre, (1998), puis Walter Benjamin et la forme plastique (2012) ont été l’occasion de systématiser la pensée de cet auteur, en particulier en mettant en exergue sa notion d’appareil, indissociable d’un autre rapport à la technique, en particulier architecturale et radiophonique. Ses études permettent d’envisager une esthétique benjaminienne absolument originale en particulier pour la question de la couleur, une remise en cause de la relation forme/contenu et de la continuité entre nature et culture (en termes d’innervation du corps). Mais aussi pour la politique : à cet égard, Déotte insistera sur le fait que Benjamin n’est pas marxiste parce qu’il remplace la notion d’idéologie par celle de fantasmagorie. D'après cette approche, le site originaire de l’humanité, ce n’est pas le langage, mais la rêverie collective,.

### Philosophie

#### Appareil
Déotte souligne que si la notion d’appareil (et ses déterminations techniques : l’appareillage) est centrale chez Benjamin (L’Œuvre d’art à l’époque de sa reproductibilité technique, 1935-1936), elle n’est pas pour autant chez lui un concept comme la notion d’aura, de trace, d’image dialectique, de compénétration, etc. La recherche de Déotte aura consisté à problématiser cette notion.
Pourtant chez Benjamin, l’appareil est mis en relation avec ce qui configure la sensibilité collective d’une époque, ce qui implique qu’il y aura autant d’époques que d’appareils esthétiques, et qu’ils se situent avant la différenciation entre sujet et objet, entre singularité et collectivité, reprenant en cela la position de la culture dans Les lettres sur l’éducation esthétique de l’homme de Friedrich von Schiller (1795). Bien plus, les appareils (la perspective, la camera obscura, le musée, la photographie, le cinéma, la vidéo pour la modernité) vont venir donner aux différents arts leurs propriétés, qui n’ont donc rien d’essentielles puisqu’elles leur viennent comme de l’extérieur, les appareils encadrant les arts en les faisant entrer dans une véritable histoire, dépendante d’inventions techniques.
C’est dire que l’appareil esthétique n’a aucun rapport avec cette notion chez Althusser où l’appareil d’État englobe les institutions régaliennes (police, armée, administration), mais aussi l’école, la santé, etc. Pas plus qu’avec son utilisation chez Vilém Flusser (Pour une philosophie de la photographie, 1983). Chez Flusser, l’appareil est une « boîte noire » avec laquelle joue (play) le photographe en en explorant tous les possibles, jusqu’à ce que son programme soit épuisé, auquel cas, l’appareil industriel (chimie, optique), qui est lui-même un sous-ensemble de l’appareil d’État, invente une nouvelle machine, c’est-à-dire un nouveau jeu (à règles : game). L’appareil alors est in fine au service de l’État.
Tandis que chez Benjamin, l’enjeu n’est donc pas la mise à disposition des choses comme l’est le dispositif chez Agamben (Qu’est-ce qu’un dispositif ? 2007). D’après l'approche que Déotte tire de Benjamin, l'’appareil ne relève pas donc du Gestell  (arraisonnement) heideggerien (Les arts à l’époque de la technique, colloque de 1953), mais d’une sorte de relance du temps, lequel laissé à lui-même, s’enliserait dans la répétition du Même qui serait mortifère. L’appareil est une invention technique (ou institutionnelle comme le musée), qui est une véritable machine « anti-destin », néanmoins toujours soumise à la mise en relation du semblable, par la réduction de l’hétérogénéité du monde sensible, comme c’est évident dans l’action du collectionneur (en suivant le texte de Benjamin Eduard Fuchs, collectionneur et historien, 1937). Pour Benjamin, la collection est un appareil originaire, c’est-à-dire dans son langage : préhistorique (Urgeschichte).

#### Différend cosmétique
Par ce terme (Qu’est-ce qu’un appareil esthétique ? Benjamin, Lyotard, Rancière, 2007, Qué es un aparato estético ? éd. espagnole, Chili, 2012), Déotte reprend la notion de différend à Jean-François Lyotard  (Le Différend, 1983) en l’élargissant à la notion de cosmétique ( du Grec Kosmos : 1) ordre, d’où bon ordre, convenance, bienséance, discipline, organisation, cérémonial, 2) ordre de l’univers. Chez les Pythagoriciens : monde, univers, le ciel. 3) Parure, ornement, gloire, honneur). La cosmétique est donc beaucoup plus englobante que l’esthétique, terme du XVIIIe siècle qui n’est vraiment conceptualisé que par Kant (Critique de la raison pure, 1781-1787) : les conditions de la pure sensibilité de l’espace et du temps permettant a priori l’accueil de tout phénomène. Puis, dans la Critique de la faculté de juger (1790), comme mode de jugement désintéressé et universalisable (le Beau).
Dans Le Différend Lyotard analysait des conflits entre des ordres symboliques, des  normes de légitimité, rendant intenable la position d’un juge dans un tribunal. Ou alors, s’il tranchait, c’était toujours en donnant raison à une légitimité contre une autre, ce qui lui faisait subir un tort. Lyotard distinguait trois normes de légitimité : la narration, la révélation, la délibération, ce qui lui permettait de distinguer trois ordres sociaux-politiques : la société « païenne », traditionnelle, la société « théologico-politique » monothéiste, la société « démocratique-capitaliste ».
Déotte souligne qu'avec cette notion de différend cosmétique, on ne se limite plus à l’ordre du discours, mais on introduit  une autre notion fondamentale dans l’esthétique lyotardienne, celle de surface d’inscription (Discours, Figure. 1974), laquelle  détermine le rapport entre les signes en général et leur support. Ainsi, au cœur de son analyse Lyotard met-il l’accent sur la rupture introduite par la Renaissance italienne avec l’irruption de l’écriture projective (la représentation en perspective) qui va s’imposer à l’écriture d’incarnation (dont l'exemple seraient les lettrines gothiques). À la suite de Lyotard donc, Déotte affirme qu'entre les deux écritures, il n'y a pas nulle continuité mais plutôt deux ordres symboliques que se distinguent l'une de l'autre de part en part. Par exemple, les appareils que Déotte analyse ont, depuis la perspective, comme infrastructure l’écriture projective. Or cette cosmétique générale, « moderne », est en train de s’achever avec la numérisation des signes et de leurs supports et donc des appareils projectifs grâce à l’imposition générale d’une autre écriture qui ne prend en compte que des data de communication. Ce que Lyotard avait tenu à exposer dans une exposition révolutionnaire aux yeux de Déotte : Les Immatériaux au Centre Georges-Pompidou en 1985.
Au sein de cette nouvelle cosmétique, c’est un nouvel ordre symbolique qui s’impose, la post-modernité (Jean-François Lyotard : La condition postmoderne, 1979) où les notions « modernes » de nature, de travail, d’émancipation, de paternité, de matérialité, d’œuvre d’art, de philosophie, de techno-science, etc., sont radicalement remises en cause. Cette nouvelle cosmétique s’affronte à la « moderne », c’est ce que nous appelons aujourd’hui « crise mondiale ».

#### Différend esthétique
Déotte observe qu'à l’intérieur d’une même cosmétique générale, il peut y avoir des conflits majeurs dont les effets portent aussi sur la définition des œuvres d’art. Par exemple, la cosmétique de la révélation a ouvert le partage entre deux voies : soit la culture de l’image, puisque l’infini s’est incarné dans le fini (Dieu selon les Chrétiens a donné son Fils à l’humanité, lequel peut donc être imité, comme la vie qui est une création divine), soit l’image est interdite (Islam) parce que le don de Dieu passe essentiellement par le Texte (le Coran), voire par l’ordre géométrique (les muquarnas de l’architecture islamique, comme observe Hans Belting dans Florence et Bagdad. Une histoire du regard entre Orient et Occident, 2012).  C'est pourquoi Déotte souligne que dans ces questions-ci, aucun juge ici ne peut trancher, même si l’Occident a toujours minimisé les productions artistiques non-occidentales. Il en résulte un nécessaire relativisme des valeurs culturelles.
À l’intérieur de la cosmétique chrétienne, d’autres conflits onto-théologiques ont surgi : à l’intérieur de l’orthodoxie byzantine, entre iconodules et iconoclastes, dans la chrétienté romaine entre Réforme luthérienne ou calviniste et Contre-Réforme catholique. C’est la question de la présence de Dieu dans l’image qui est essentielle : soit comme absence (icône), soit comme trace, etc. Ces conflits ne pouvaient déboucher que sur des luttes, véritables guerres civiles.
On ne peut parler de différends pré-esthétiques qu’à partir du moment où l’appareil perspectif s’est imposé à tous les arts et est devenu la norme « moderne » pour les Académies des Beaux arts, lesquelles se sont instituées en tribunal (Ce dont témoigne l'œuvre de Giorgio Vasari : Les vies des meilleurs peintres, sculpteurs et architectes). Puis ce fut  exemplairement le cas de la querelle du colorisme au XVIIe siècle (cf. le livre de Jacqueline Lichtenstein : La couleur éloquente, 1989). Déotte pense qu'il y a encore un fond onto-théologique, voire philosophique à la base de ces différends, qui ne deviendront vraiment esthétiques qu’à partir du moment où l’appareil muséal s’imposera au XVIIIe siècle (Diderot : Les salons. Michael Fried : La place du spectateur. Esthétique et origines de la peinture moderne, 1990).
Il s'ensuit donc que pour Déotte, le musée serait vraiment l’origine de l’esthétique au sens où nous l’entendons aujourd’hui, puisqu’il est le seul appareil à permettre que les œuvres soient jugées pour elles-mêmes, abstraites qu’elles sont de tout office religieux ou politique, livrées dans l’exposition à un public qui n’est plus communautaire, rendant possible un débat critique et historiographique sans limites (Tel serait l'enjeu de Le Musée, l’origine de l’esthétique, 1993). Néanmoins l’appartenance d’une œuvre à telle ou telle cosmétique perdurera toujours, mais à l’état spectral, en particulier dans la fantasmagorie d’une « œuvre d’art totale », comme le voulait Richard Wagner. Chaque appareil projectif qui s’imposera alors aux arts entraînera alors autant de querelles esthétiques.